# UKZ
UKZ – amerykańska supergrupa rockowa utworzona w 2007 roku z inicjatywy muzyka i kompozytora Eddiego Jobsona (skrzypce, instrumenty klawiszowe) przed laty członka grupy Roxy Music. Nazwą i repertuarem nawiązuje do UK – supergrupy z lat 70., której członkiem był Jobson, a także do projektu Zinc z udziałem Jobsona.
W składzie zespołu znalazł się były muzyk grupy King Crimson Trey Gunn (warr guitar) a także wokalista Aaron Lipert oraz Alex Machacek (gitary), Marco Minnemann (perkusja) – instrumentaliści mający na swoim koncie współpracę z Terrym Bozzio – niegdyś drugim perkusistą grupy UK.
W 2009 zespół wydał swoje pierwsze EP zatytułowane Radiation. Pierwszy koncert grupa zagrała 24 stycznia 2009 USA występując wraz z zespołem Stick Men, w którego skład wchodzą dwaj muzycy King Crimson. Kolejne koncerty grupy odbyły się w czerwcu 2009 w Japonii.
Latem 2009 specjalnie na koncerty w USA Jobson powołał do życia projekt U-Z w skład którego wchodzą członkowie UKZ oraz różni znani instrumentaliści np. Simon Phillips.
Z okazji 30. rocznicy wydania pierwszego albumu UK Jobson przygotował specjalny skład formacji U-Z z którą na trzy koncerty przyjechał w listopadzie do Polski. Poza Jobsonem skład ten tworzyli, wokalista i basista UK John Wetton, gitarzysta Greg Howe, perkusista UKZ Marco Minnemann oraz basista Tony Levin. Grupa wykonywała materiał zespołów UK oraz King Crimson. W kolejnych latach korzystając z pomocy różnych muzyków Eddie Jobson pod szyldem UZ bądź UZ Project okazjonalnie występował na całym świecie prezentując podobny repertuar. W roku 2012 na koncerty na całym świecie powróciła grupa UK (w USA jako trio z Terrym Bozzio, w Japonii na perkusji grał Marco Minnemann i Alex Machacek na gitarze w Europie zaś Gary Husband na perkusji i Alex Machacek na gitarze).
Do tej pory zespół UKZ wystąpił jedynie pięciokrotnie.
Latem 2012 Eddie Jobson zapowiedział prawdopodobny powrót działalności grupy w najbliższym czasie.